# Merostachys retrorsa
Merostachys retrorsa är en gräsart som beskrevs av Mcclure. Merostachys retrorsa ingår i släktet Merostachys och familjen gräs. Inga underarter finns listade i Catalogue of Life.